# Geocapromys thoracatus
Hutia de Little Sawn Island, Rat de Little Sawn Island
Espèce
Statut de conservation UICN

 EX  : Éteint
Le Hutia de Little Sawn Island (Geocapromys thoracatus)  ou Rat de Little Sawn Island est un rongeur de la famille des Capromyidés. Endemique de la Petite île Swan, au large du nord-est du Honduras, cette espèce est considérée comme éteinte par l'UICN. Ce rongeur lent, semblable au cobaye, émergeait probablement des grottes et des crevasses calcaires pour se nourrir d'écorce, de petites brindilles et de feuilles.
L'espèce a été décrite pour la première fois en 1888 par  Frederick William True (1858-1914), un mammalogiste américain.
Assez commun au début du XXe siècle, il a disparu après un violent ouragan (l'ouragan Janet) en 1955, suivi de l'introduction de chats domestiques sur l'île.